# جيوفاني لوديتي
جيوفاني لوديتي (Giovanni Lodetti) ، (كاسيل لوراني بمقاطعة لودي، 10 أغسطس 1942)، لاعب كرة قدم إيطالي سابق.
لعب مع منتخب إيطاليا لكرة القدم.

## روابط خارجية
- جيوفاني لوديتي على موقع الاتحاد الدولي (مؤرشف)  (الإنجليزية)
- جيوفاني لوديتي على موقع الاتحاد الأوربي (الإنجليزية)
- جيوفاني لوديتي على موقع قاعدة بيانات كرة القدم.إي يو (الإنجليزية)
- جيوفاني لوديتي على موقع ناشيونال فوتبول تيمز (الإنجليزية)
- جيوفاني لوديتي على موقع عالم كرة القدم.نت (الإنجليزية)